# Mohamed Diakité
Pour les articles homonymes, voir Diakité.
Mohamed Diakité, né le 10 juillet 1958, est un athlète guinéen spécialiste des 400 mètres,.

## Carrière
Il a participé au 400 mètres masculin aux Jeux olympiques d'été de 1980.